# Bahnhof Hamamatsuchō
Der Bahnhof Hamamatsuchō (jap. 浜松町駅, Hamamatsuchō-eki) ist ein Bahnhof in der japanischen Hauptstadt Tokio. Er wird von der Bahngesellschaft JR East betrieben und befindet sich im Bezirk Minato. Die hier befindliche Endstation der Einschienenbahn zum Flughafen Haneda trägt den Namen Monorail Hamamatsuchō (モノレール浜松町駅, Monorēru-Hamamatsuchō-eki).

## Verbindungen
Hamamatsuchō ist ein kombinierter Zwischen- und Kopfbahnhof an der Tōkaidō-Hauptlinie von Tokio in Richtung Osaka, einer der wichtigsten Bahnstrecken des Landes. Parallel zu dieser verlaufen die Keihin-Tōhoku-Linie und die Yamanote-Linie. Alle drei Linien werden durch JR East betrieben. Ebenso ist Hamamatsuchō der nördliche Ausgangspunkt der Haneda-Linie, der von Tōkyō Monorail betriebenen Einschienenbahn zum Flughafen Haneda.
Die Tōkaidō-Hauptlinie, die überwiegend dem beschleunigten Pendlerverkehr über mittlere Entfernungen dient, führt zwar durch Hamamatsuchō, doch halten ihre Züge hier nicht. Stattdessen wird der Bahnhof von der parallel auf eigenen Gleisen verlaufenden Keihin-Tōhoku-Linie bedient, deren Nahverkehrszüge Ōmiya mit Tokio und Yokohama sowie daran anschließend auf der Negishi-Linie mit Ōfuna verbinden. Tagsüber fahren die Nahverkehrszüge alle fünf Minuten, während der Hauptverkehrszeit alle drei bis vier Minuten. Somit werden jede Stunde zwischen 12 und 20 Züge angeboten. Ähnlich dicht ist der Verkehr auf der ringförmig rund um das Tokioter Stadtzentrum verlaufenden Yamanote-Linie: Tagsüber in beiden Richtungen zwölf Züge je Stunde, während der Hauptverkehrszeit bis zu 18 Züge.
Tagsüber bietet die Einschienenbahn stündlich zwölf Züge an, während der Hauptverkehrszeit bis zu 15 Züge und abends bis zu sieben Züge. Eine Buslinie der Gesellschaft Toei Bus hält vor dem Bahnhof. Wenige Gehminuten in nordwestlicher Richtung steht der U-Bahnhof Daimon, wo sich die Asakusa-Linie und die Ōedo-Linie der Toei-U-Bahn kreuzen. Im ersten Stockwerk des benachbarten World Trade Centers befand sich der Hamamatsuchō Bus Terminal. Dieser Busbahnhof diente dem Fernbusverkehr und wurde am 30. September 2020 geschlossen.

## Anlage
Der Bahnhof steht an der Grenze der Stadtteile Hamamatsuchō (im Westen) und Kaigan (im Osten), die beide zum Tokioter Bezirk Minato gehören. In der von mehreren Bürohochhäusern geprägten Umgebung befinden sich das Shiodome City Center, der Tsukiji-Fischmarkt, der Acty Shiodome und der Zōjō-ji. Letztgenannter ist ein buddhistischer Tempel und diente einst der Tokugawa-Familie während ihrer Herrschaft als deren Familien-Tempel; sechs der 15 Tokugawa-Shōgune sind hier begraben.
Die Anlage ist von Norden nach Süden ausgerichtet; sie wird an ihrer Westseite vom World Trade Center und an ihrer Ostseite vom Shibarikyū-Park begrenzt. Der Bahnhofsteil von JR East ist in den Viadukt integriert und umfasst vier Gleise an zwei überdachten Mittelbahnsteigen. Östlich daran vorbei verlaufen die Gleise der Tōkaidō-Hauptlinie und die Trasse der Schnellfahrstrecke Tōkaidō-Shinkansen. Sie verfügen über keine eigenen Bahnsteige, weshalb die Züge ohne Halt durchfahren. Über den mittleren und südlichen Teil der Bahnsteige erstreckt sich das Empfangsgebäude in Form eines Reiterbahnhofs. Gedeckte Fußgängerpassagen führen nach Süden zum Büroviertel Shibaura, westwärts zum World Trade Center und nordwärts zum U-Bahnhof Daimon. An der Westseite des JR-Bahnhofs platziert ist das dreigeschossige Monorail-Empfangsgebäude, wobei die beiden oberen Stockwerke einen Annex des World Trade Center bilden. Das einzige Gleis liegt über dem Niveau der JR-Gleise an zwei Seitenbahnsteigen, sodass das Ein- und Aussteigen getrennt erfolgt (spanische Lösung). Geplant ist der Bau eines zweiten Gleises. Unmittelbar nach Verlassen des Bahnhofs quert die Trasse der Einschienenbahn die JR-Gleise auf einer Brücke.
Auf dem Bahnsteig der Gleise 3 und 4 steht an dessen südlichem Ende seit 1952 eine Nachbildung des Manneken Pis. Die Figur wurde von Kobayashi Hikaru zum 80-jährigen Bestehen der hier verlaufenden Bahnstrecke gestiftet. Ursprünglich aus weißem Porzellan gefertigt, wurde sie 1968 durch die heutige Figur aus Bronze ersetzt. Wie beim Vorbild in Brüssel wird der Figur am 26. eines jeden Monats ein neues, zur Jahreszeit passendes Kostüm angezogen.
Im Fiskaljahr 2020 nutzten durchschnittlich 281.014 Fahrgäste täglich den Bahnhof. Davon entfallen 163.644 auf JR East und 117.370 auf Tōkyō Monorail.

## Bilder

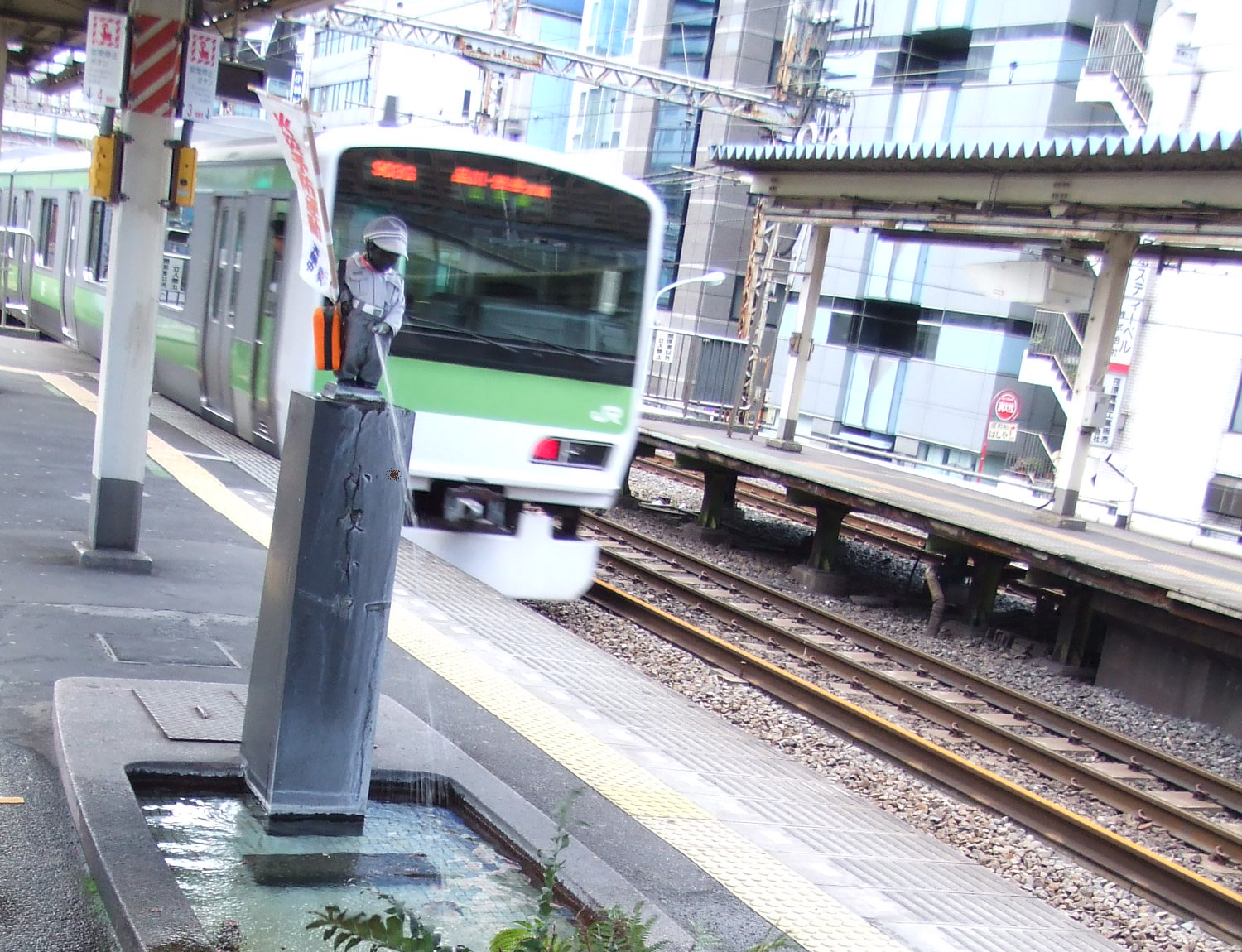
Manneken Pis
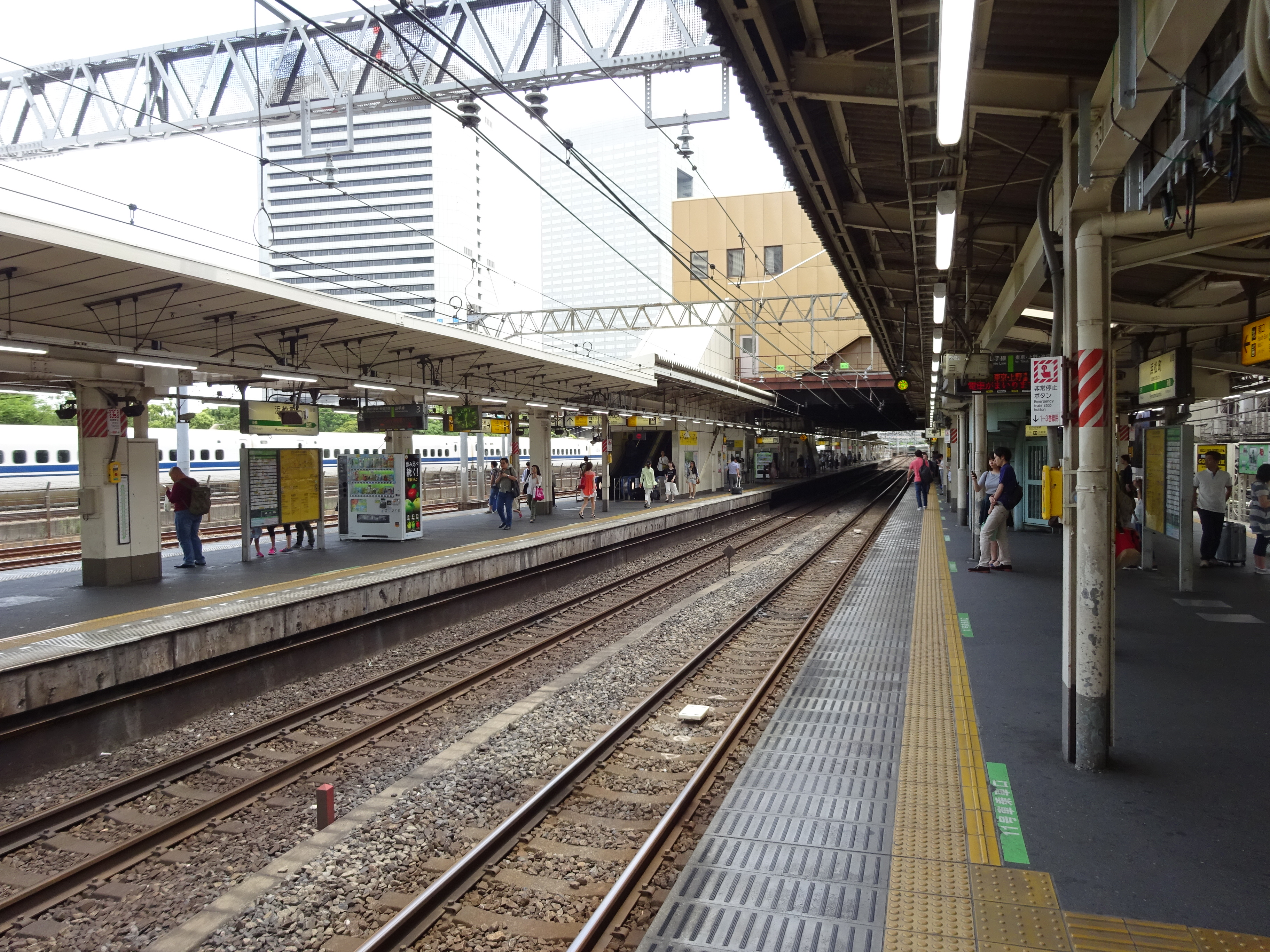
Bahnsteige von JR East
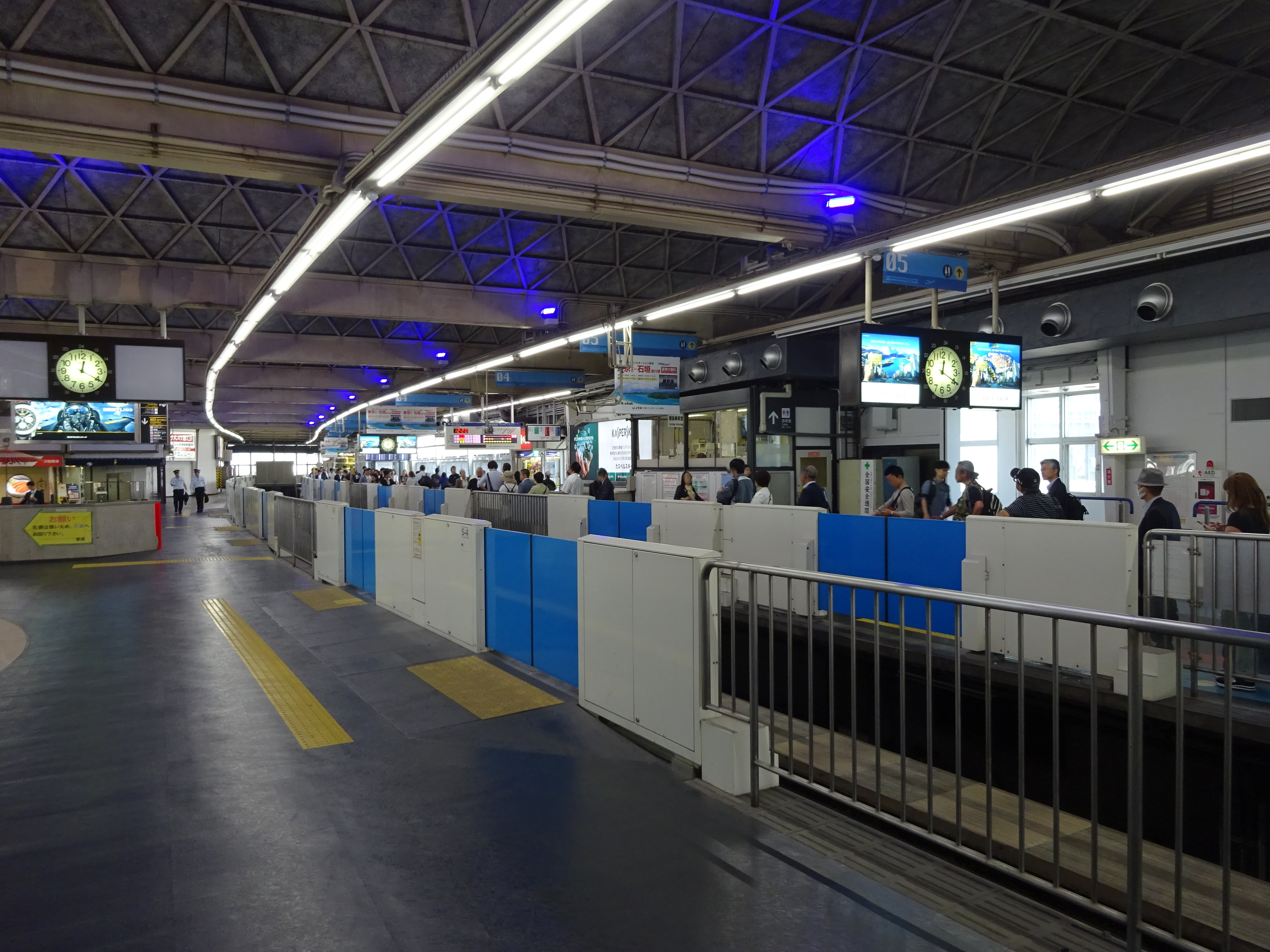
Bahnsteige der Monorail
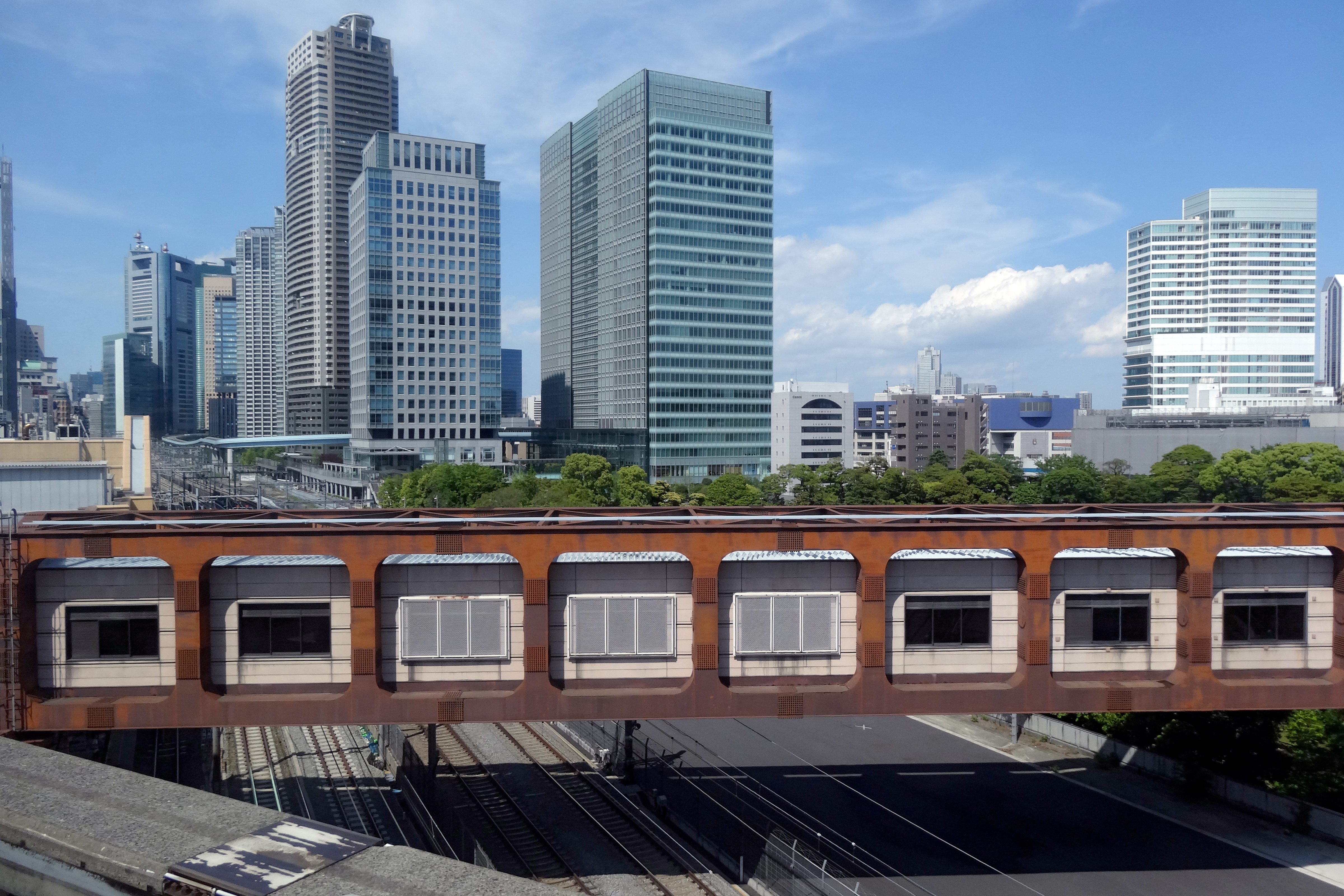
Fußgängerbrücke in Richtung Hamarikyū-Park
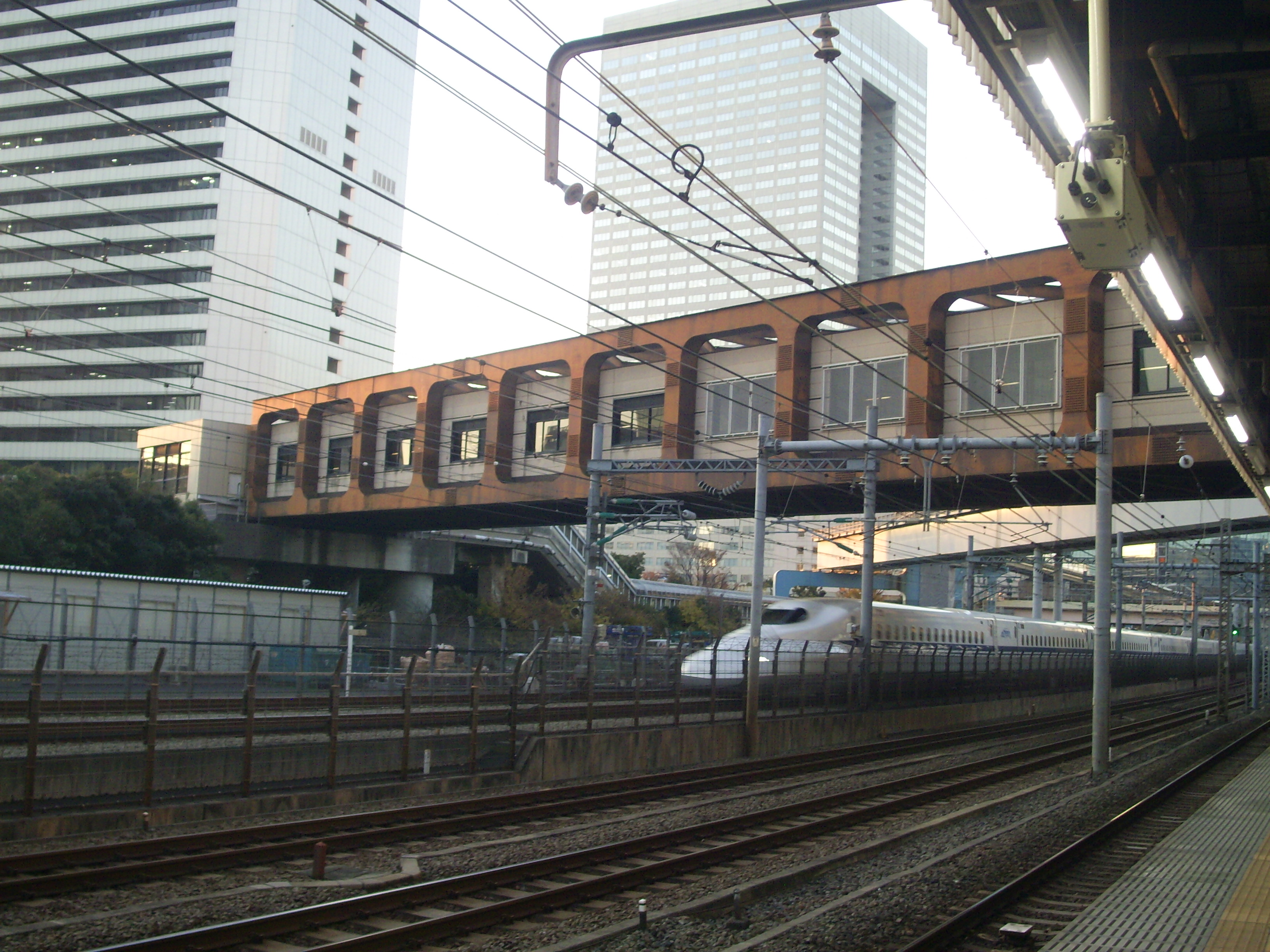
Vorbeifahrender Shinkansen

## Gleise
JR East
| 1 | ▉ Keihin-Tōhoku-Linie | Tokio • Ueno • Urawa • Ōmiya            |
| 2 | ▉ Yamanote-Linie      | Tokio • Ueno • Sugamo                   |
| 3 | ▉ Yamanote-Linie      | Shinagawa • Shibuya • Ikebukuro         |
| 4 | ▉ Keihin-Tōhoku-Linie | Shinagawa • Kawasaki • Yokohama • Ōfuna |

Tōkyō Monorail
| 1/2 | ▉ Haneda-Linie | Haneda Airport Terminal 2 |

## Linien
| Verlauf der Keihin-Tōhoku-Linie / Negishi-Linie |
| --- |
| Ōmiya • Saitama-Shintoshin • Yono • Kita-Urawa • Urawa • Minami-Urawa • Warabi • Nishi-Kawaguchi • Kawaguchi • Akabane • Higashi-Jūjō • Ōji • Kami-Nakazato • Tabata • Nishi-Nippori • Nippori • Uguisudani • Ueno • Okachimachi • Akihabara • Kanda • Tokyo • Yūrakuchō • Shimbashi • Hamamatsuchō • Tamachi • Takanawa Gateway • Shinagawa • Ōimachi • Ōmori • Kamata • Kawasaki • Tsurumi • Shin-Koyasu • Higashi-Kanagawa • Yokohama • Sakuragichō • Kannai • Ishikawachō • Yamate • Negishi • Isogo • Shin-Sugita • Yōkōdai • Kōnandai • Hongōdai • Ōfuna |

| Verlauf der Yamanote-Linie |
| --- |
| Shinagawa • Ōsaki • Gotanda • Meguro • Ebisu • Shibuya • Harajuku • Yoyogi • Shinjuku • Shin-Ōkubo • Takadanobaba • Mejiro • Ikebukuro • Ōtsuka • Sugamo • Komagome • Tabata • Nishi-Nippori • Nippori • Uguisudani • Ueno • Okachimachi • Akihabara • Kanda • Tokyo • Yūrakuchō • Shimbashi • Hamamatsuchō • Tamachi • Takanawa Gateway • Shinagawa |

## Geschichte
Züge verkehrten seit 1872 zwischen den Städten Tokio und Yokohama, fuhren aber in diesem Bereich fast vier Jahrzehnte lang ohne Halt durch. Das Eisenbahnamt eröffnete den Bahnhof schließlich am 16. Dezember 1909, zusammen mit dem Streckenabschnitt der Yamanote-Linie von Shinagawa nach Karasumori (heute Shimbashi). Hamamatsuchō war der südliche Ausgangspunkt der neuen Viaduktstrecke, die über den damals im Bau befindlichen Bahnhof Tokio nach Ueno führen sollte. Unmittelbar östlich erstreckten sich Hafenanlagen entlang der Bucht von Tokio. Am 20. Dezember 1914 übernahm die neu eingerichtete Keihin-Tōhoku-Linie den nunmehr elektrifizierten Vorortsverkehr zwischen Tokio und Yokohama, wobei sie dieselben Gleise wie die Yamanote-Linie nutzte. Mit der Zeit war das einzige zur Verfügung stehende Gleispaar nicht mehr ausreichend, weshalb die Japanische Staatsbahn eine zweite Doppelspur verlegte und den Bahnhof ausbaute; die erweiterte Anlage ging am 19. November 1956 in Betrieb.
Im Mai 1963 begann das Unternehmen Tōkyō Monorail mit dem Bau der Haneda-Linie, einer Einschienenbahn vom Bahnhof Hamamatsuchō zum Flughafen Haneda. Ihre Eröffnung erfolgte am 17. September 1964, rechtzeitig vor dem Beginn der Olympischen Sommerspiele 1964. Zwei Wochen später, am 1. Oktober 1964 ging der nahe gelegene U-Bahnhof Daimon an der Asakusa-Linie in Betrieb (dort halten seit dem 12. Dezember 2000 auch Züge der Ōedo-Linie). 1984 errichtete die Staatsbahn ein neues Empfangsgebäude und im Rahmen der Staatsbahnprivatisierung ging der Bahnhof am 1. April 1987 in den Besitz der neuen Gesellschaft JR East über. Der von Hamamatsuchō nach Shinagawa führende Abschnitt der Tōkaidō-Güterlinie wurde am 1. Oktober 1996 stillgelegt, jener zum nördlich gelegenen Güterbahnhof Tokio am 30. Januar 1998.